# Zbigniew Klejn
Zbigniew Klejn (ur. 18 stycznia 1927 w Warszawie, zm. 15 lutego 2005 w Warszawie) – polski historyk i dziennikarz.

## Życiorys
W czasie okupacji niemieckiej uczył się w Szkole Handlowej. Od 1944 działał w Armii Krajowej, zajmując się kolportażem prasy konspiracyjnej. Uczestnik powstania warszawskiego, jako żołnierz Grupy Artyleryjskiej „Granat”. 17 sierpnia 1944 został ciężko ranny w nogę, w wyniku czego dokonano jej amputacji.
Po zakończeniu wojny podjął studia historyczne na Wydziale Filozoficznym Uniwersytetu Warszawskiego. Ukończył je 4 listopada 1952, broniąc pracę magisterską, poświęconą dziejom kolejnictwa w Królestwie Polskim (pod kierunkiem Witolda Kuli). Rozpoczęte studia doktoranckie musiał przerwać i poświęcił się pracy dziennikarza-reportera. Pracował początkowo w „Chłopskiej Drodze”, a następnie w „Expresie Wieczornym”. Wkrótce awansował na stanowisko p.o. redaktora naczelnego „Głosu Olsztyńskiego”, skąd przeszedł do pisma „Nasza Ojczyzna”, przeznaczonego dla Polonii. W 1968 znalazł zatrudnienie w dziale zagranicznym „Trybuny Ludu”, gdzie pracował aż do przejścia na emeryturę.
Przez wiele lat był korespondentem Trybuny Ludu w Sofii, pisząc regularnie artykuły o wydarzeniach politycznych, życiu codziennym Bułgarów, a także o wydarzeniach kulturalnych. Zbiór jego reportaży bułgarskich doczekał się wydania w formie książkowej.
Po przejściu na emeryturę powrócił do badań naukowych, koncentrując się na dziejach Polaków na ziemiach bułgarskich. W 1995 obronił pracę doktorską pt. Udział Polaków w państwowym i narodowym odrodzeniu Bułgarów (1879-1914), napisaną pod kierunkiem prof. Jerzego Skowronka. Jej skrócona wersja ukazała się drukiem w 1999, zaś w 2004 ukazała się w tłumaczeniu na język bułgarski, nakładem wydawnictwa Paradigma.
Zmarł w Warszawie i został pochowany na warszawskim Cmentarzu Wojskowym na Powązkach (kwatera 23B-2-30)

## Dzieła
- 1977: Życie po bułgarsku
- 1979: Miara słońca i miara kryształu
- 1999: Polskie ślady w budowie nowożytnej Bułgarii 1877-1914, ISBN 83-87222-15-1.
- 2005: Bułgaria: szkice z dziejów najnowszych (wydanie pośmiertne), ISBN 83-89709-23-6.